# Greatest Hits from the Bong
Greatest Hits from the Bong è la seconda raccolta del gruppo musicale statunitense Cypress Hill, contenente 9 hit da precedenti dischi, 2 nuove tracce (EZ Come EZ Go e The Only Way), ed un bonus Reggaeton mix di Latin Thugs (featuring Tego Calderon).

## Tracce
1. How I Could Just Kill a Man
2. Hand on the Pump
3. Latin Lingo
4. Insane in the Brain
5. I Ain't Goin' Out Like That
6. Throw Your Set in the Air
7. Dr. Greenthumb
8. (Rock) Superstar
9. Latin Thugs - Tego Calderón, Cypress Hill
10. The Only Way
11. EZ Come EZ Go
12. Latin Thugs (Reggaeton Mix) - Tego Calderón, Cypress Hill